# Tema (informática)

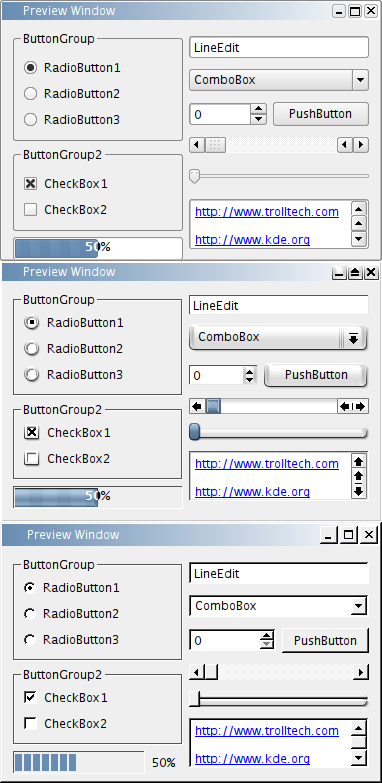
La misma GUI (usando Qt) con tres temas diferentes.

En informática, un tema es un paquete preestablecido que contiene apariencia gráfica y detalles de funcionalidad. Un tema suele comprender un conjunto de formas y colores para los elementos gráficos de control, la decoración de la ventana y la ventana misma. Los temas se utilizan para personalizar la apariencia de un software de computadora o de un sistema operativo .
También conocido como skin (o estilo visual en Windows XP), es un paquete preestablecido de apariencia gráfica personalizado que se logra mediante el uso de una interfaz gráfica de usuario (GUI) que se puede aplicar a software de computadora, sistema operativo y sitios web específicos para adaptarse al propósito, tema o gustos de los diferentes usuarios. Como tal, una máscara puede cambiar completamente la apariencia y la interfaz de navegación de un software de aplicación o sistema operativo.
El software al que se le puede aplicar un diseño se denomina skinnable o skineable, y el proceso de escribir o aplicar dicho diseño se conoce como skinning. La aplicación de una skin cambia la apariencia de una pieza de software; algunas skin simplemente hacen que el programa sea más agradable desde el punto de vista estético, pero otras pueden reorganizar elementos de la interfaz, lo que potencialmente hace que el programa sea más fácil de usar.

## Uso
Los temas se utilizan a menudo para cambiar la apariencia de una amplia gama de cosas a la vez, lo que los hace mucho menos granulares que permitir al usuario configurar cada opción individualmente. Por ejemplo, los usuarios pueden querer los bordes de las ventanas de un tema en particular, pero instalarlo también alteraría el fondo del escritorio.
Un método para solucionar esto es permitir al usuario seleccionar qué partes del tema desea cargar; por ejemplo, en Windows 98, los usuarios podían cargar el fondo y el protector de pantalla desde un tema, pero dejar intactos los iconos y sonidos.

## Sistemas temáticos

### Sistemas operativos
Microsoft Windows
Microsoft Windows admitió por primera vez temas en Windows 95 como un paquete de aplicación separado llamado Microsoft Plus! for Windows 95. Posteriormente, los temas fueron compatibles con Windows 98 y se incorporaron allí. Estos sistemas operativos, así como su sucesor, Windows Me, venían con temas que personalizaban fondos de escritorio, íconos, colores de la interfaz de usuario, sonidos de Windows y cursores del ratón. Windows XP amplió la compatibilidad con temas de Windows agregando estilos visuales y permitiendo que cada tema especifique uno. Esta característica se trasladó a Windows Vista, que agregó Windows Aero, pero se eliminó con Windows 8. Las aplicaciones de terceros como WindowBlinds, TuneUp Utilities y Desktop Architect mejoran las capacidades del tema. También se puede agregar compatibilidad con temas personalizados parcheando los archivos del sistema, lo cual no está respaldado por Microsoft.
Linux
Los sistemas operativos Linux pueden admitir temas dependiendo de sus administradores de ventanas y entornos de escritorio. IceWM utiliza temas para personalizar su barra de tareas, bordes de ventanas y formato de hora. Window Maker puede almacenar colores para íconos, menús y bordes de ventanas en un tema, pero esto es independiente de la configuración del fondo de pantalla. GNOME y KDE utilizan dos conjuntos independientes de temas: uno para alterar la apariencia de los elementos de la interfaz de usuario (como botones, barras de desplazamiento o elementos de lista) y otro tema para personalizar la apariencia de las ventanas (como bordes de ventanas y barras de título).
macOS
macOS no admite temas de forma nativa. Las aplicaciones de terceros como Kaleidoscope y ShapeShifter pueden agregar esto.
Android
Aunque Android no admite temas, el CyanogenMod bifurcado y su sucesor LineageOS tienen soporte nativo para temas. El motor de temas CM se utiliza a su vez en muchas otras ROM de Android bifurcadas, como Paranoid Android.

### Aplicaciones
Firefox y Google Chrome admiten o admitieron una forma de tema. Firefox (y su hermano Thunderbird) admite temas ya sea a través de temas livianos (anteriormente Personas) o temas completos. Mientras que los temas livianos son simplemente imágenes de fondo para las barras de herramientas de Firefox, los temas completos tienen más poder para modificar la apariencia de Firefox. Google Chrome versión 3.0 o posterior permite que los temas alteren la apariencia del navegador. Internet Explorer 5 y su sucesor inmediato permitieron personalizar la imagen de fondo de sus barras de herramientas.
Las máscaras más populares son para clientes de mensajería instantánea, centros multimedia y software de reproducción multimedia, como Trillian y Winamp, debido a la asociación con la diversión que dichos programas intentan fomentar.

## Interfaz estándar
Algunas plataformas admiten el cambio de la interfaz estándar, incluida la mayoría que utiliza el sistema de ventanas X. Para aquellos que no lo hacen, los programas pueden agregar la funcionalidad, como WindowBlinds para Microsoft Windows y ShapeShifter para macOS.

## Sitios web

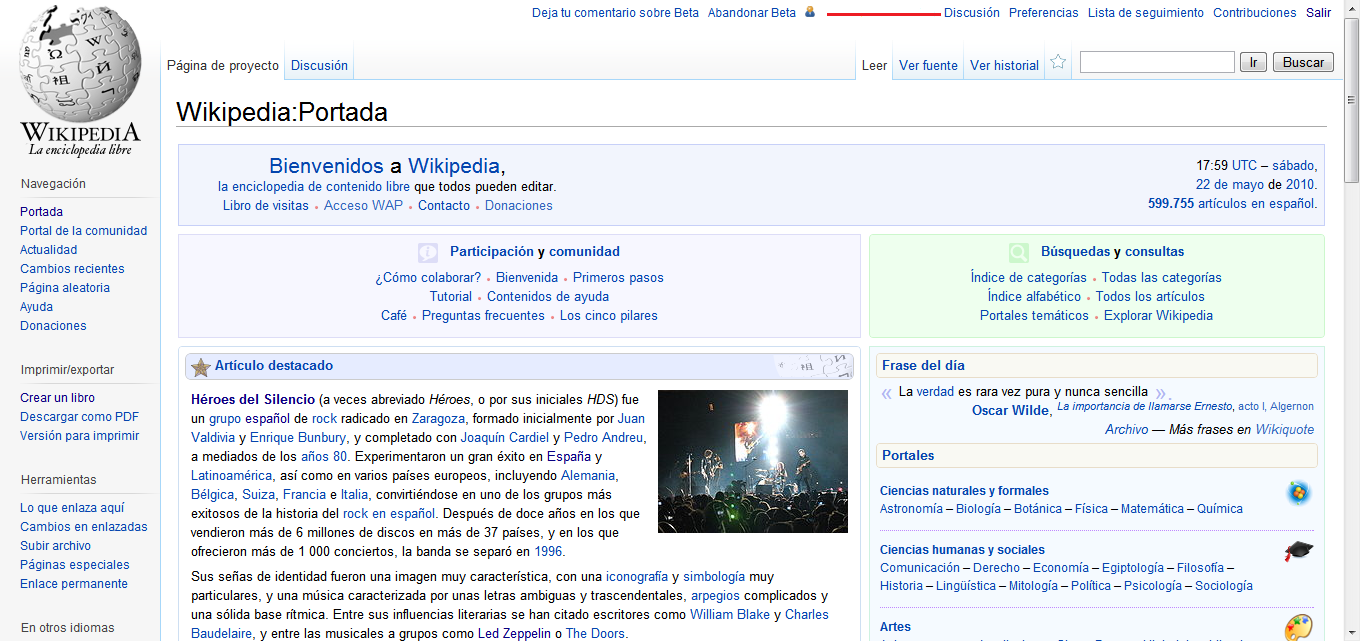
Skin de Wikipedia que presenta a usuarios registrados

Muchos sitios web se pueden personalizar, especialmente aquellos que brindan capacidades sociales. Algunos sitios ofrecen máscaras que realizan principalmente cambios estéticos, mientras que otros, como h2g2, ofrecen máscaras que realizan cambios importantes en el diseño de la página. Al igual que con las interfaces de software independientes, esto se ve facilitado por la tecnología subyacente del sitio web: XML y XSLT, por ejemplo, facilitan cambios importantes de diseño, mientras que CSS puede producir fácilmente diferentes estilos visuales.

## Videojuegos
En los videojuegos, el término skin se utiliza de manera similar para referirse a un personaje del juego o a opciones cosméticas para el personaje de un jugador y otros elementos del juego, que pueden variar desde diferentes combinaciones de colores hasta diseños y disfraces más elaborados. Los aspectos a menudo se otorgan como contenido desbloqueable por completar objetivos o hitos específicos en el juego. Las máscaras a veces pueden incluir encarnaciones históricas del personaje del jugador (como Spider-Man de Insomniac Games, que incluye máscaras desbloqueables basadas en apariciones pasadas en cómics y películas de Spider-Man), así como cruces con otros videojuegos. (como Final Fantasy XIII-2, que ofrece un disfraz basado en Ezio Auditore de la franquicia Assassin's Creed, y Super Smash Bros. Ultimate, que ofrece disfraces basados en otros personajes de videojuegos para sus personajes Mii Fighter personalizables). Fortnite: Battle Royale también ha presentado amplios usos de propiedades con licencia como base para máscaras, incluyendo también propiedades que no son de juegos, como personajes de cómics, la National Football League, y músicos.
A veces, las skin se distribuyen como parte del contenido descargable y como incentivos por pedidos anticipados de juegos recién lanzados. En la década de 2010, las skin se consideraban cada vez más un bien virtual como parte de las estrategias de monetización, especialmente en los videojuegos gratuitos y aquellos tratados como un servicio. A través de microtransacciones comúnmente conocidas como «caja de recompensas», un jugador puede ganar una selección aleatoria de elementos del juego, que pueden incluir máscaras y otros elementos cosméticos de diversa rareza. Aunque a menudo se defienden como similares en la práctica a los paquetes de refuerzo para juegos de cartas coleccionables, los investigadores han considerado que las cajas de botín son «psicológicamente similares al juego», y su inclusión en juegos de precio completo ha enfrentado críticas de los jugadores por ser un anti-práctica del consumidor. Han sido reemplazados en gran medida por el «pase de batalla», que son colecciones de desafíos y objetivos en el juego que desbloquean niveles de recompensa en un período de corto o largo plazo.
A través de la plataforma Steam, Counter-Strike: Global Offensive y Team Fortress 2 también permiten a los jugadores intercambiar estos artículos, lo que ha llevado a comunidades dedicadas a intercambiarlos por dinero del mundo real, así como a los juegos de apuestas.